# Contea di Knox (Kentucky)
La contea di Knox in inglese Knox County è una contea dello Stato del Kentucky, negli Stati Uniti. La popolazione al censimento del 2000 era di 31 795 abitanti. Il capoluogo di contea è Barbourville